# Francesc Jiménez i Bach
Francesc Jiménez i Bach   (Vic, 9 de juliol de 1944 - 14 de juny de 2011), conegut com en Xesco, fou un fotògraf vigatà.
El 4 de juliol de 2009, el Casino de Vic inaugurà la primera exposició sobre Jiménez. Un homenatge en vida als més de quaranta anys de trajectòria del fotògraf.
El festival Julius, concurs de curtmetratges celebrat anualment a Vic, va iniciar-se com a projecte d'un grup amateur de cineastes entre els quals s'incloïen Miquel Bofill, Jordi Crusats, Toni Serrat i Xesco Jiménez. El certamen inclou a partir de la seva desena edició, l'any 2012, el premi honorífic Xesco Jiménez per lloar l'obra del fotògraf.
L'ajuntament de Vic va adquirir el fons fotogràfic de Xesco Jiménez el 28 de juliol de l'any 2020. Un recull de més de 12.000 negatius que retraten el pas del temps a Vic, la seva vida social i caràcter urbà, l'arquitectura i els personatges que la transiten. L'ajuntament encarregà la digitalització d'aquest patrimoni històric per tal de facilitar-ne la conservació. La notícia fou publicada a la versió digital del diari Nació Digital el mateix dia.